# Latimer Whipple Ballou

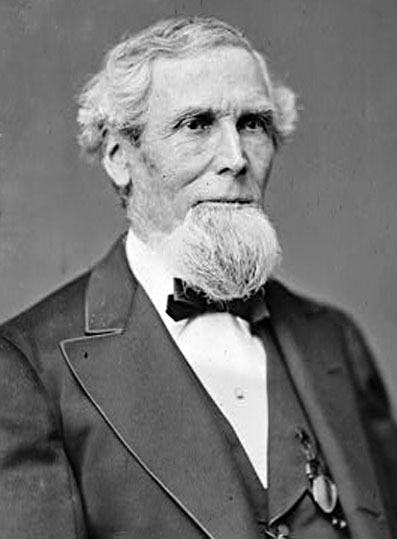
Latimer Whipple Ballou

Latimer Whipple Ballou (* 1. März 1812 in Cumberland, Rhode Island; † 9. Mai 1900 in Woonsocket, Rhode Island) war ein US-amerikanischer Politiker. Zwischen 1875 und 1881 vertrat er den zweiten Wahlbezirk des Bundesstaates Rhode Island im US-Repräsentantenhaus.

## Werdegang
Latimer Ballou besuchte die öffentlichen Schulen seiner Heimat. Im Jahr 1828 zog er nach Cambridge in Massachusetts, wo er in der Druckerei der Harvard University eine Druckerlehre absolvierte. Bis 1842 blieb Ballou im Zeitungsgeschäft. Im Jahr 1835 gründete er die Zeitung „Cambridge Press“. 1842 zog Ballou nach Woonsocket in Rhode Island. Dort war er ab 1850 im Bankgeschäft tätig. Im Jahr 1856 war er an der Gründung und dem Aufbau der Republikanischen Partei in Rhode Island beteiligt. 1872 war er Delegierter zur Republican National Convention in Philadelphia, auf der US-Präsident Ulysses S. Grant für eine zweite Amtszeit nominiert wurde.
Bei den Kongresswahlen des Jahres 1874 wurde Ballou in das US-Repräsentantenhaus in Washington gewählt, wo er am 4. März 1875 die Nachfolge von James M. Pendleton antrat. Nach zwei Wiederwahlen konnte er bis zum 3. März 1881 insgesamt drei Legislaturperioden im Kongress absolvieren. Im Jahr 1880 verzichtete Ballou auf eine weitere Kandidatur. Er kehrte wieder nach Woonsocket zurück, wo er seine früheren Tätigkeiten wieder aufnahm. Dort ist er am 9. Mai 1900 auch verstorben.